# Godiva Akullo
Godiva Akullo es abogada del Tribunal Superior de Uganda y activista feminista. Defensora de los derechos de las mujeres, es también activista LGBTQ.  Además es profesora de Derecho y consultora en áreas de Sexualidad, Género y Derecho y Derechos Humanos. 

## Trayectoria
Estudió en la Universidad Makerere en Uganda y se graduó con una Licenciatura en Derecho y un Diploma en Práctica Jurídica de Law Development en Uganda (LDC). Tiene una Maestría en Derecho de la Universidad de Harvard.
Es profesora de derecho y consultora legal con especial interés en sexualidad, género y derecho, así como en los derechos humanos de las mujeres.  

## Artículos publicados
Godiva Akullo ha publicado muchos artículos, entre ellos:
- Once Again: Ugandan Politicians Stoking Anti-LGBTQ+ Sentiment to Stay in Power. (Una vez más: los políticos ugandeses avivan el sentimiento anti-LGBTQ+ para permanecer en el poder). [6] [7]

- Uganda: Fueling anti-LGBTQI sentiment to stay in power. (Uganda: alimentar el sentimiento anti-LGBTQI para permanecer en el poder).[8]

- Those who rape and murder women will kill you too (Aquellos que violan y asesinan mujeres también os matarán a vosotros).[9]